# Crank 2: High Voltage
Crank 2 - High Voltage (bra: Adrenalina 2 - Alta Voltagem) é um filme norte-americano, lançado em 2009, é continuação de Crank, lançado no ano de 2006.

## Sinopse
Chev Chelios (Jason Statham) terá de se manter vivo através de descargas elétricas. Após cair de um helicóptero no primeiro filme, o seu coração foi roubado e implantado num mafioso chinês conhecido como Poon Dong (David Carradine). Enquanto isso, Chelios mantém-se vivo através de um coração artificial movido a energia elétrica. Agora, ele procurará vingar-se dos que lhe fizeram isto, a fim de reaver seu coração.[carece de fontes?]

## Elenco
- Jason Statham como Chev Chelios: Um assassino profissional e o personagem principal do filme. Depois de cair de um helicóptero e sobreviver, Chev tem seu coração roubado e fará de tudo para tê-lo de volta. 
  - Billy Unger como Chev Chelios (aos 10 anos): Nos flashback de sua infância.
- Amy Smart como Eve: A namorada de Chev e agora uma prostituta.
- Clifton Collins Jr. como El hurán (A fuinha): Um líder da mafia mexicana que busca vingança contra Chev pela morte de seus dois irmãos.
- Efren Ramirez como Venus: Um travesti de Hollywood e o irmão de Kaylo.
- Geri Halliwell como Karen Chelios: A mãe de Chev em seus flashbacks de infância.
- Corey Haim como Randy: Um ficante de Eve, a quem ele acredita se chamar Lemon.
- Dwight Yoakam como Doc Miles: O médico da máfia de Los Angeles, que tenta ajudar Chev a recuperar seu coração.
- Bai Ling como Ria: Uma prostituta que Chev encontra em sua jornada.
- Joseph Julian Soria como Chico: Um mafioso mexicano que é o membro principal da máfia de El Huron.
- Holly Weber como Goldie:
- Reno Wilson como Orlando
- Art Hsu como Johnny Vang: Um mafioso das Tríades que leva o coração de Chev até Poon Dong.
- David Carradine como Poon Dong: Um líder das Tríades que está correndo risco de morte. Ele escolheu o coração de Chev para substituir o seu.
- Jenna Haze como ela mesma
- Ron Jeremy como ele mesmo

## Recepção
Crank 2: High Voltage tem 
um índice de 63% de aprovação no Rotten Tomatoes que é seguido do consenso: "Crank: High Voltage proporciona as suas promessas: um ritmo acelerado, passeio de emoção emocionante que não se leva muito a sério". Com base em 15 avaliações do críticos alcançou uma pontuação de 41 em 100 no Metacritic.

## Sequência
Em uma entrevista, quando perguntado acerca de um terceiro filme, a atriz Amy Smart disse: "É uma possibilidade", mas nenhum indício real dos escritores tem sido feito. Também em uma entrevista com Amy Smart após o lançamento de Crank: High Voltage, ela mencionou que Crank 3 possa ser feito em 3D, mas neste caso, não seria liberado até 2011.